# Gymnuromys roberti
Gymnuromys roberti es una especie de roedor de la familia Nesomyidae.

## Distribución geográfica
Se encuentra solo en Madagascar.

## Hábitat
Su hábitat natural son: zonas subtropicales o tropicales bosques áridos.
Es una especie nocturna.